# Cybianthus roraimae
Cybianthus roraimae är en viveväxtart som först beskrevs av Steyermark, och fick sitt nu gällande namn av G. Agostini. Cybianthus roraimae ingår i släktet Cybianthus, och familjen viveväxter. Inga underarter finns listade i Catalogue of Life.